# 康妮·塔波特
康妮·塔波特（英語：Connie Talbot，2000年11月20日—）是一名英國歌手，生於西米德兰兹郡沃尔索尔史崔特利。她在2007年参加英国的选秀节目《英國達人》中，进军决赛（决赛中输给保罗·波茨）而迅速成名。索尼BMG音乐娱乐公司曾想与签下康妮·塔波特近百万的合约，但由于她年龄太小，而没有簽約成功。
在此之後，康妮·塔波特签约了彩虹唱片公司，并在2007年发行了她的第一张专辑《彩虹星光》，并且在2008年6月18日该专辑发布新的歌曲列表——白金加值版，另外她的第一首单曲《三只小小鸟》也在2008年6月10日发布。
尽管得到负面的评价，康妮·塔波特的专辑在全球销售了250,000张并且在3个国家及地区销量排名第一。自从她发布了第一专辑之后，她便在欧洲，美国乃至亚洲的公共场合和电视上出演，另外的她在YouTube上的相关影片也有较高的点击量。演唱是康妮的最爱，目前她在中学念书，与她的家人住在史崔特利。

## 背景

### 选秀成名
康妮·塔波特参加英国有才的选秀节目只是一次家庭的外出，在海选的时候，她出色的表演，让当时的评委索尼BMG唱片公司资深顾问西门·考尔崇拜不已，称她的歌声有「纯然的魔法」，并且说会使是她一年内挣100万，而作为评委之一的亞曼達·荷頓更被其声音感动流泪。事实上，康妮·塔波特从来没有受到过专业的训练，评委对她没有门牙的笑容感到好笑，就是这样，她的第一次演唱却得到国际舆论的鼓励。半决赛中她出色演唱了迈克尔·杰克逊的歌曲《Ben》，获得第一的投票支持，使得康妮顺利的进入决赛。在决赛的那一天，康妮演唱了《绿野仙踪》中的歌曲《彩虹之上》，使得在场的三位评委、在场观众以及成千上万的电视观众被深深吸引。
考尔起初同意康妮·塔波特签约到索尼BMG公司，可是在录完两首歌曲《彩虹星光》与《微笑》之后，公司却改变了主意。後來被彩虹唱片公司簽下。“如果时间合适，我们会高兴的签约康妮的”后来，康妮一家为她找到另一个唱片公司——彩虹唱片公司，并签下高達六位數英鎊的合約，制作了完第一张专辑《彩虹星光》。

### 彩虹星光
康妮·塔波特于2007年10月签约了彩虹唱片公司，并在2007年11月26日发行了第一张专辑《彩虹星光》。在短短的几天销售内，50,000拷贝被预定，额外追加的120,000张专辑也销售一光。该专辑在英国的累计销售已经超过10万张，获得英国唱片公会(BPI)金唱片销售认证。此外该专辑在台湾销售更是勇夺白金唱片。
专辑中不仅包含了她的成名曲——彩虹星光，另外专辑中康妮还翻唱惠妮·休斯顿的经典歌曲《I Will Always Love You》。以及瑞典合唱团ABBA的冠军歌曲《I Have A Dream》等。2008年5月9日到台灣第三屆《超級星光大道》宣傳專輯，節目中擔任特別來賓，並演唱《I Will Always Love You》，該影片在Youtube已突破五千三百萬人次觀看的紀錄。

## 个人生活
康妮·塔波特居住在英格兰西米德兰兹郡沃尔索尔史崔特利，并在当地的萊克伍德小學（Blackwood Primary School）念书。母亲莎兰在一家电子公司做兼职，父亲凯文是一位物业维护的工程师，康妮是家中最小，家里还有哥哥喬許(Josh)和姊姊莫莉(Mollie)。康妮十分爱她的奶奶，康妮的奶奶患有乳腺癌，在康妮小的时候就与奶奶一起看《绿野仙踪》，而且唱其中的歌曲给奶奶听，让奶奶高兴。在奶奶去世后的葬礼上，康妮也唱了这首成名曲来追思她的奶奶。

## 作品

### 专辑
| 发行日期       | 名称                         | 唱片公司              | 英国销量排行 | 美国销量排行                                         | 国际销量排行                      | 销量                          |
| 2007年11月26日 | 《彩虹星光》                 | 彩虹唱片公司          | 35           | 7 (Top Heatseekers) 8 (Top Kid Audio) 43 (Top Indie) | 香港：1 新加坡：3 韩国：1 台湾：1 | 英国：100,000+ 全球：250,000+ |
| 2008年11月24日 | 《小康妮的耶誕》             | evosound              |              |                                                      |                                   |                               |
| 2009年10月13日 | 《假日魔法》                 | evosound              |              |                                                      |                                   |                               |
| 2012年11月26日 | 《美麗新世界》               | evosound              |              |                                                      |                                   |                               |
| 2013年11月26日 | 《美麗新世界特別版》         | evosound              |              |                                                      |                                   |                               |
| 2014年7月29日  | 《美麗新世界香港台灣現場版》 | evosound              |              |                                                      |                                   |                               |
| 2014年11月24日 | 《萬有引力 EP》              | evosound              |              |                                                      |                                   |                               |
| 2016年3月25日  | 《少女心事》                 | Evolution Music Group |              |                                                      |                                   |                               |

### 单曲
| 发行日期      | 名称           | 唱片公司     | 英国销量排行                     | 美国销量排行       |
| 2008年7月10日 | 《三只小小鸟》 | 彩虹唱片公司 | 3 (UK Independent Singles Chart) | Hot Singles Sales) |